# Judiska församlingen i Stockholm

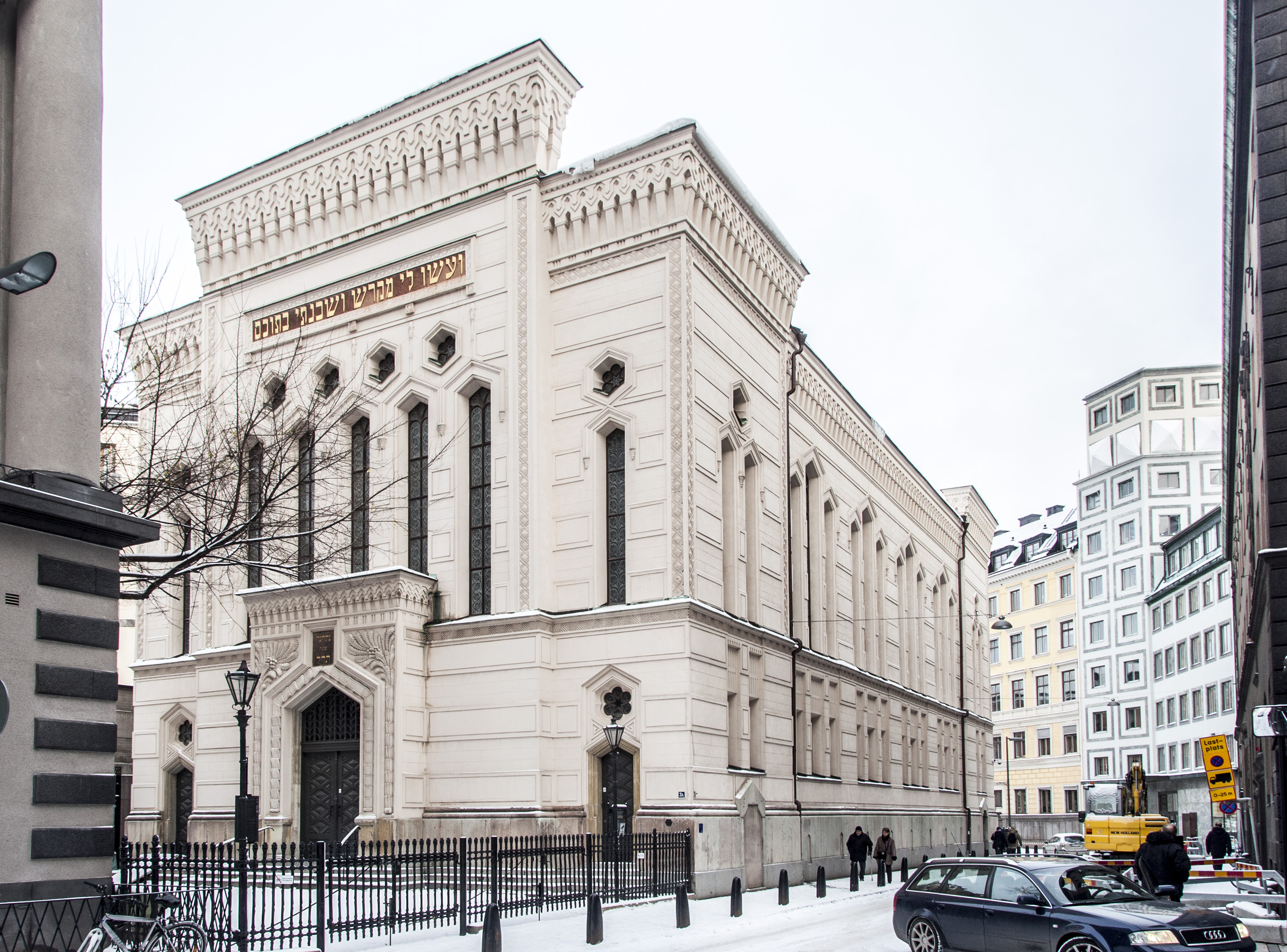
Stockholms synagoga vid Wahrendorffsgatan.

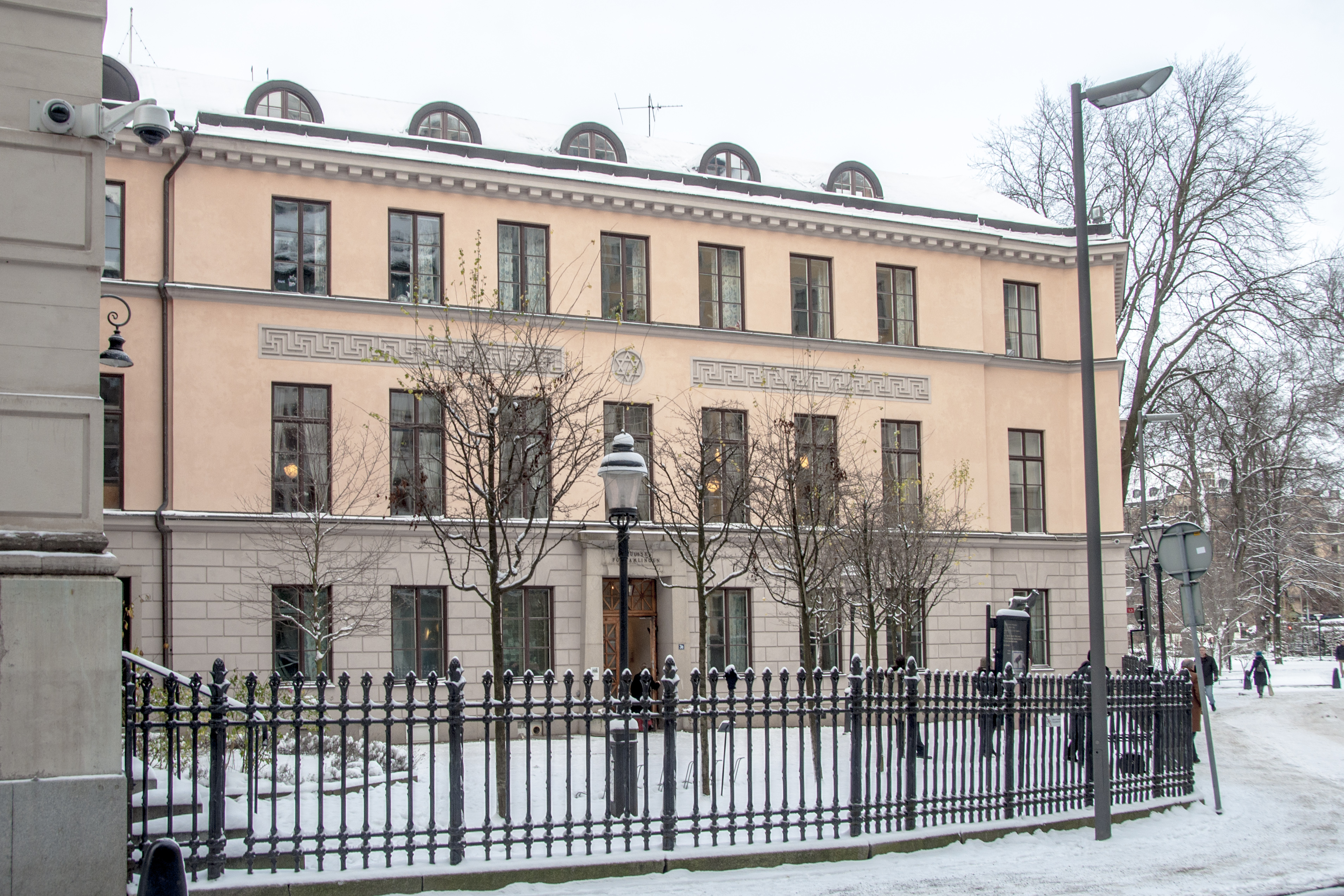
Judiska församlingens hus, intill synagogan.

Judiska församlingen i Stockholm är en enhetsförsamling, som omfattar alla riktningar inom judendomen.
Den har tre aktiva synagogor. Två av dem är ortodoxa,
Adat Jeschurun på Östermalm och Adat Jisrael på Södermalm, som har gudstjänster varje dag. Stora synagogan invid Berzelii park  centrala Stockholm är konservativ. I dess sessionssal anordnas även progressiva (reformjudiska) gudstjänster några fredagar och lördagar i månaden.
Judiska församlingen i Stockholm har omkring 4 400 medlemmar.

## Historia
Församlingens grundare Aaron Isaac hyrde till en början  en lägenhet i det så kallade Sjöbergska huset vid Köpmanstorget i Gamla stan. Denna byggnad, som även benämndes Schotteska huset, är numera nedriven. I denna enkla synagoga samlades de första judarna till dess församlingens tillväxt skapade krav på större utrymme. Då lyckades judarna få hyra Auktionsverkets gamla hus vid Tyska brunn. Där blev församlingen kvar till 1870 då den stora synagogan vid Wahrendorffsgatan invigdes.
I det stora huset vid Tyska brunn hade judarna sitt högkvarter i gamla tider, och här bodde även Aaron Isaac själv samt de tjänstemän som hörde till församlingen. Då judarna först invandrade till Sverige var anspråken inte så stora, och synagogans inredning var även rätt enkel att döma efter samtida skildringar. Redan under sin första tid i Stockholm ville Aaron Isaac skaffa en religionslärare för sina trosfränder i huvudstaden. Han tillkallade för detta ändamål en tysk jude vid namn Leb Pinchas – en före detta handelsman om vilken det sades att han kommit på obestånd och blivit utfattig genom alltför ihärdiga studier i judarnas heliga skrifter, så att affärerna försummats.
Några år senare, då det stora judereglementet närmade sig sin fullbordan, var judarna så talrika i Stockholm att de med Gustav III:s särskilda tillstånd fick tillsätta en rabbin – den förste i sitt slag i Sverige. Denne ämbetsman blev sedermera förordnad såsom överrabbin för samtliga judiska församlingar i Sverige. Hans uppgift var inte endast att vårda de religiösa angelägenheterna utan även att i enlighet med reglementet tjänstgöra som domare i den så kallade rabbinerrätten, vilken bland annat fällde utslag vid judarnas inbördes tvister samt vid deras arvskiften.
Vid valet av rabbin beslöt Stockholms judar att inkalla lantrabbinen i Levin Hirsch Levi, som anlände till Stockholm år 1780. Då de flesta av judarna var inflyttade från länder där den så kallade pragiska liturgin användes, blev denna liturgi antagen för de judiska församlingarna i Sverige.
Direktören Herman Josephson var föreståndare för Mosaiska församlingen, som den då hette, under åren 1928 till 1934. Bokhandlaren Gunnar Josephson var ordförande och föreståndare för församlingen, under åren 1936 till 1962.

## Rabbiner
Bland församlingens rabbiner märks:
- Levin Hirsch Levi (1780–1796)
- Gottlieb Klein (överrabbin 1882–1914)
- Marcus Ehrenpreis (överrabbin 1914–1948)
- Emil Kronheim 1890-1971 (rabbin i församlingen 1926–1963)
- Kurt Wilhelm (1948–1965)[6]
- Morton Narrowe (rabbin i församlingen 1965–1998, överrabbin från 1975)
- Philip Spectre (rabbin i församlingen 1998-2010)
- David Lazar (rabbin i stora synagogan 2010–2013)[7]
- Ute Steyer (rabbin i stora synagogan sedan 2015)[8][9]

## Organister
- 1890–1928 Erik Åkerberg

## Församlingens begravningsplatser
- Judiska begravningsplatsen Aronsberg
- Judiska begravningsplatsen Kronoberg
- Judiska församlingens begravningsplats vid Norra begravningsplatsen i Solna
- Södra judiska begravningsplatsen vid Skogskyrkogården